# 馬應圖 (平湖)
馬應圖，浙江永康人，明朝政治人物。岁贡出身。
天启元年(1621年)，擔任廣東廣州府永安縣知縣（現紫金縣知縣）。后由許丞祖接任。